# Sunday Mornin'
Sunday Mornin' è un album di Grant Green, pubblicato dalla Blue Note Records nel novembre del 1962. Il disco fu registrato il 4 giugno 1961 al Van Gelder Studio di Englewood Cliffs, New Jersey (Stati Uniti).

## Tracce
Lato A
1. Freedom March – 8:40 (Grant Green)
2. Sunday Mornin' – 3:59 (Grant Green)
3. Exodus – 6:59 (Ernest Gold)

Lato B
1. God Bless the Child – 7:20 (Arthur Herzog Jr., Billie Holiday)
2. Come Sunrise – 4:31 (Grant Green)
3. So What – 9:46 (Miles Davis)

Edizione CD del 2005, pubblicato dalla Blue Note Records (7243 5 63815 2 0)
1. Freedom March – 8:42 (Grant Green)
2. Sunday Mornin' – 4:02 (Grant Green)
3. Exodus – 7:01 (Ernest Gold)
4. God Bless the Child – 7:22 (Arthur Herzog Jr., Billie Holiday)
5. Come Sunrise – 4:33 (Grant Green)
6. So What – 9:48 (Miles Davis)
7. Tracin' Tracy – 5:39 (Grant Green) – Bonus Track

## Musicisti
- Grant Green - chitarra
- Kenny Drew - pianoforte
- Ben Tucker - contrabbasso
- Ben Dixon - batteria[7]